# Isklakken
Isklakken är en kulle i Antarktis. Den ligger i Östantarktis. Norge gör anspråk på området. Toppen på Isklakken är 1 410 meter över havet.
Terrängen runt Isklakken är huvudsakligen platt, men västerut är den kuperad. Trakten är obefolkad. Det finns inga samhällen i närheten.